# Cherry (bedrijf)
Cherry GmbH (vroeger Cherry Corporation) (geschreven als CHERRY) is een Duits-Amerikaanse fabrikant van randapparatuur. Het bedrijf vervaardigde een groot scala aan producten waaronder sensoren, invoerapparaten en auto-onderdelen tot 2008, toen Cherry werd gekocht door ZF Friedrichshafen.

## Geschiedenis
Cherry werd in 1953 opgericht door Walter Cherry in de kelder van een restaurant in Highland Park. Na het overlijden van de oprichter nam zijn zoon Peter het bedrijf over. Het hoofdkantoor van het bedrijf werd verplaatst naar Auerbach in der Oberpfalz, Duitsland in 1979.
Cherry werd in 2008 gekocht door het bedrijf ZF Friedrichshafen en opgenomen als ZF Electronics GmbH. De merknaam Cherry wordt daarentegen nog steeds gebruikt.

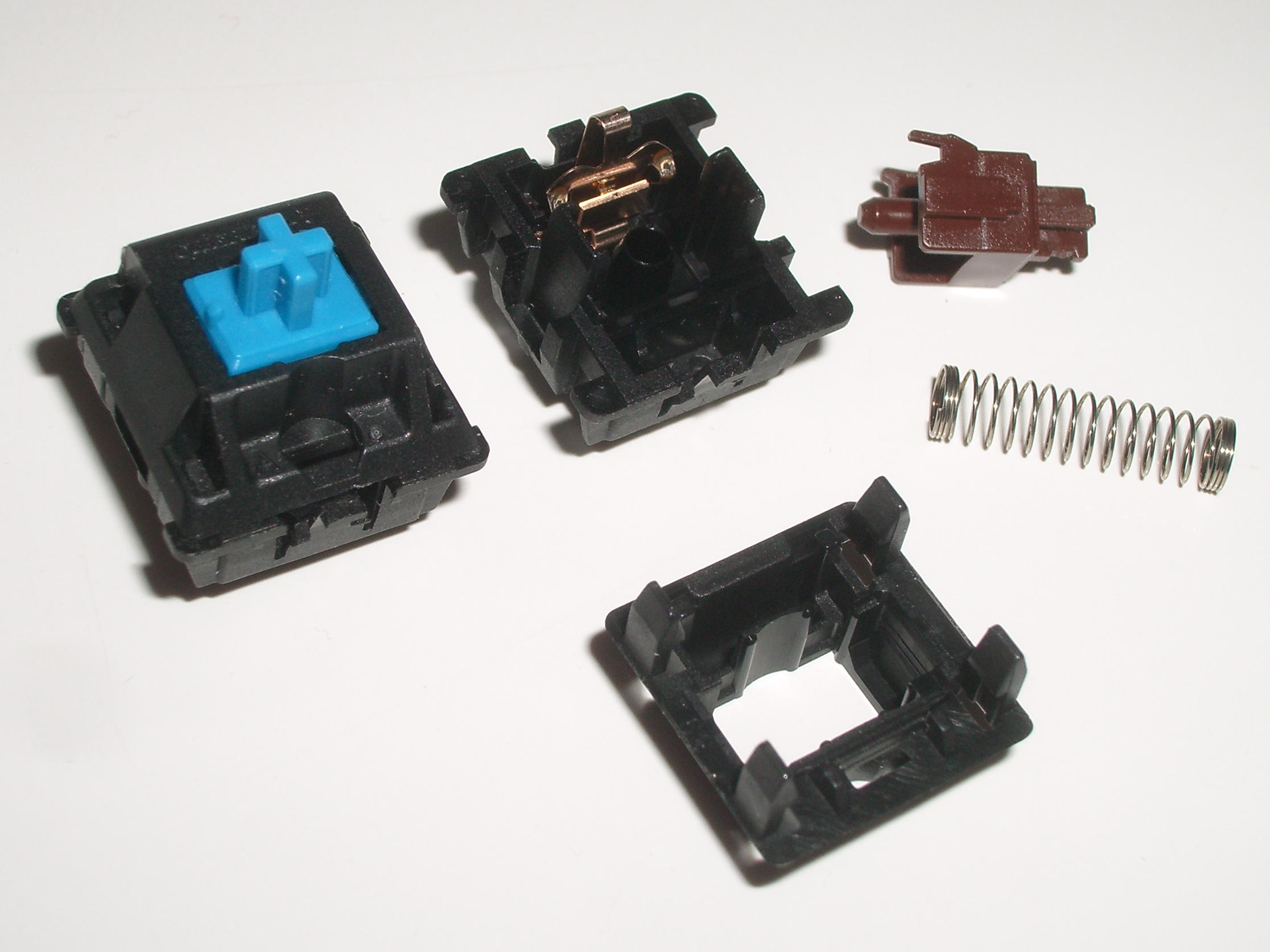
Een Cherry MX Blue toets.

Een van Cherry's populairste producten zijn haar MX en ML toetsen. Deze toetsen werden ontwikkeld en gepatenteerd door Cherry begin 1980.

## Prijzen

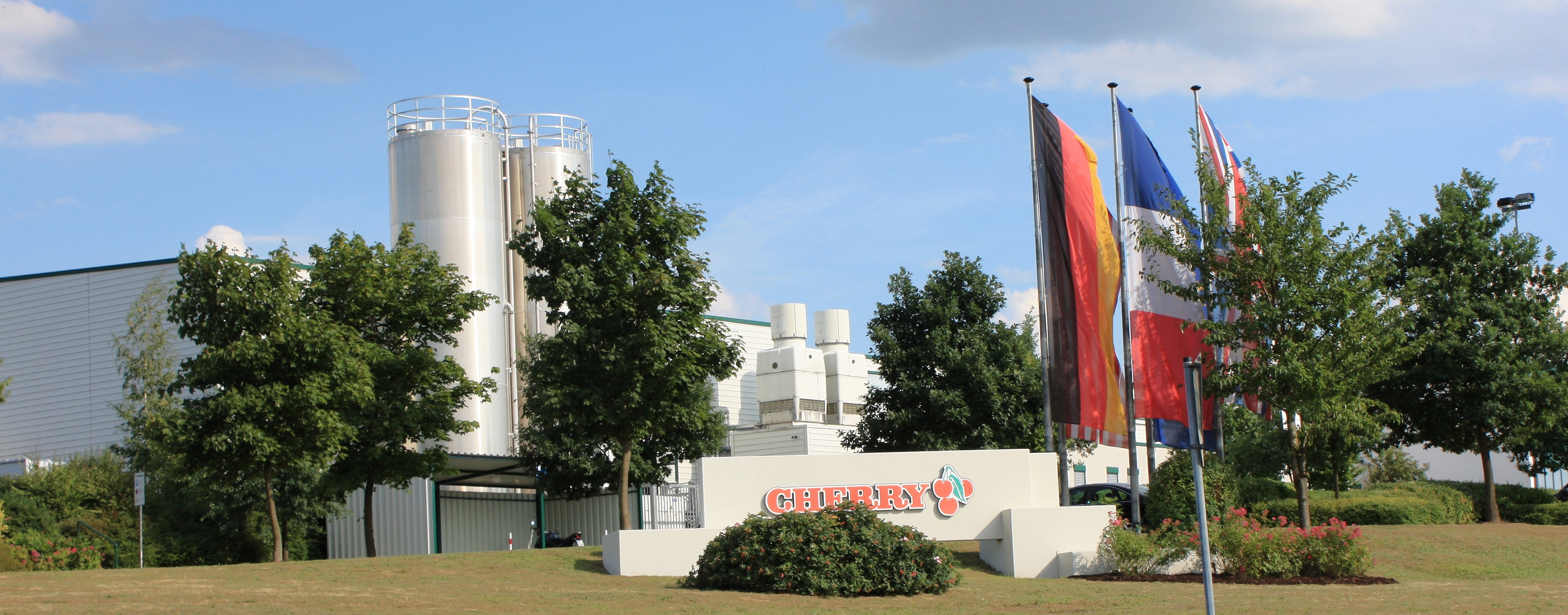
Fabriek in Bayreuth.

In 2005 ontving Cherry de Industrial Excellence Award. Aan het einde van 2006 kreeg Cherry de Automotive Lean Production Award van het Duitse tijdschrift Automobil-Produktion. In 2008 won een fabriek van Cherry in Bayreuth de Bayerischer Qualitätspreis 2008.